# Ngày tháng tư của nhân gian
Ngày tháng tư của nhân gian (人間四月天; Nhân gian tứ nguyệt thiên) là bộ phim truyền hình nhiều tập của Đài Loan sản xuất được phát sóng năm 1999 trên đài truyền hình Trung ương Đài Loan, đài truyền hình Trung ương Trung Quốc, đài ATV Hồng Kông. Phim lấy bối cảnh xã hội Trung Quốc những năm đầu thế kỷ 20, xoay quanh mối tình giữa nhà thơ Từ Chí Ma và cô tiểu thư Lâm Huy Nhân sau này là nữ kiến trúc sư đầu tiên của Trung Quốc do nam diễn viên Huỳnh Lỗi và Châu Tấn thủ vai.

## Nội dung phim

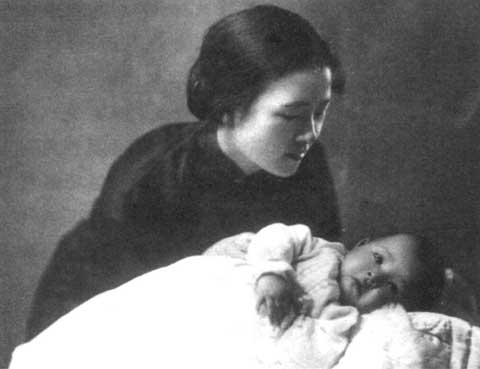
Lâm Huy Nhân và con trai